# الاتحاد الدبلوماسي الدولي (IDU)
الاتحاد الدبلوماسي الدولي (بالإنجليزية: ''International Diplomatic Union – IDU'') هو منظمة غير حكومية دولية تُعنى بتعزيز التعاون الدولي في مجالات الدبلوماسية والتنمية وحقوق الإنسان. يعمل الاتحاد على دعم جهود السلام والتفاهم المتبادل بين الدول والشعوب، من خلال منصات متعددة للحوار والتشاور. يقع المقر الرئيسي للاتحاد في '''بروكسل – بلجيكا'''.

## التأسيس والمقر
تأسس الاتحاد كمبادرة غير حكومية مستقلة تهدف إلى تطوير مفهوم الدبلوماسية العامة وتوسيع نطاقها ليشمل التفاعل مع مختلف القطاعات: الحكومية، البرلمانية، الأكاديمية، والمجتمعية.
يقع المقر الرئيسي للاتحاد في العاصمة البلجيكية بروكسل، كما ينشط من خلال مكاتب تمثيلية في عدة دول أوروبية وآسيوية.

## الأهداف والمهام
يسعى الاتحاد إلى تحقيق مجموعة من الأهداف، أبرزها:
- دعم مبادئ السلام والتسامح وحقوق الإنسان.
- تيسير التواصل بين الجهات الحكومية وغير الحكومية.
- تدريب وتأهيل الكوادر العاملة في المجال الدبلوماسي.
- تعزيز التعاون في مجالات القانون الدولي والتنمية المستدامة.
- المساهمة في تعزيز التبادل الثقافي والعلمي بين الشعوب.

## الأنشطة والمجالات
يركز الاتحاد في برامجه على المجالات التالية:
- دعم الحوار السياسي والاقتصادي والثقافي بين الدول.
- التعاون مع منظمات دولية مثل الأمم المتحدة، المفوضية الأوروبية، ومنظمة الأمن والتعاون في أوروبا.
- معالجة قضايا عالمية مثل التغير المناخي، الأمن الدولي، مكافحة الجريمة المنظمة، والهجرة.
- إطلاق مبادرات للتدريب الأكاديمي والمهني في مجالات العلاقات الدولية والدبلوماسية.

## الاعتراف والتعاون الدولي
يشارك الاتحاد في مؤتمرات وفعاليات دولية، ويسعى إلى بناء شراكات مع منظمات حكومية وغير حكومية على المستويين الإقليمي والدولي. كما يُصدر تقارير ودراسات متعلقة بالدبلوماسية وحقوق الإنسان، ويعمل على تقديم توصيات لصناع القرار لتعزيز التعاون والسلام العالمي.
الأمم المتحدة
منظمة الأمن والتعاون في أوروبا
المفوضية الأوروبية